# Улица Урицкого (Орехово-Зуево)
Улица Ури́цкого — одна из важнейших магистралей подмосковного города Орехово-Зуево, часть федеральной магистрали А108. Названа около 1922 года в честь революционера М. С. Урицкого. Старое название — улица Слободка, улица Зуевская Слободка. В 1977(?) году улицу разделили на, собственно, улицу Урицкого, Юбилейный проезд (в честь 60-ти летия города), и улицу Карла Либкнехта (по имени основателя Компартии Германии).

## Местоположение
Улица Урицкого проходит от улицы Володарского до Малодубенского шоссе. Протяжённость 1,5 км. Нумерация ведётся от улицы Володарского, она сквозная с Юбилейным проездом.

## Транспорт
По улице проходит бо́льшая часть маршрутов пригородного сообщения, включая и маршрут № 391 (Ликино-Дулево — Орехово-Зуево — Москва, метро Партизанская (Измайловский парк), который имеет 2 остановки по городу, в том числе и на улице Урицкого, у бывшего магазина «Ковры» (сейчас отделение банка «Русский Стандарт»).